# کاراکیشلا (سلطان‌داغی)
کاراکیشلا (به ترکی استانبولی: Karakışla) یک منطقهٔ مسکونی در ترکیه است که در سلطان‌داغی واقع شده‌است.